# Villenave-près-Marsac
Villenave-près-Marsac ist eine französische Gemeinde mit 110 Einwohnern (Stand 1. Januar 2022) im Département Hautes-Pyrénées in der Region Okzitanien. Sie gehört zum Kanton Vic-en-Bigorre und zum Arrondissement Tarbes. 

## Geografie
Die Gemeinde Villenave-près-Marsac liegt am Adour in der Landschaft Bigorre, 13 Kilometer nördlich von Tarbes. Sie ist umgeben von folgenden Nachbargemeinden:
|      | Camalès                                     |         |
| Pujo | Kompassrose, die auf Nachbargemeinden zeigt | Ugnouas |
|      | Marsac                                      | Tostat  |

## Bevölkerungsentwicklung
| Jahr                       | 1962 | 1968 | 1975 | 1982 | 1990 | 1999 | 2008 | 2018 |
| -------------------------- | ---- | ---- | ---- | ---- | ---- | ---- | ---- | ---- |
| Einwohner                  | 47   | 54   | 45   | 42   | 43   | 43   | 65   | 95   |
| Quellen: Cassini und INSEE |      |      |      |      |      |      |      |      |